# Jürgen Stock (Astronom)

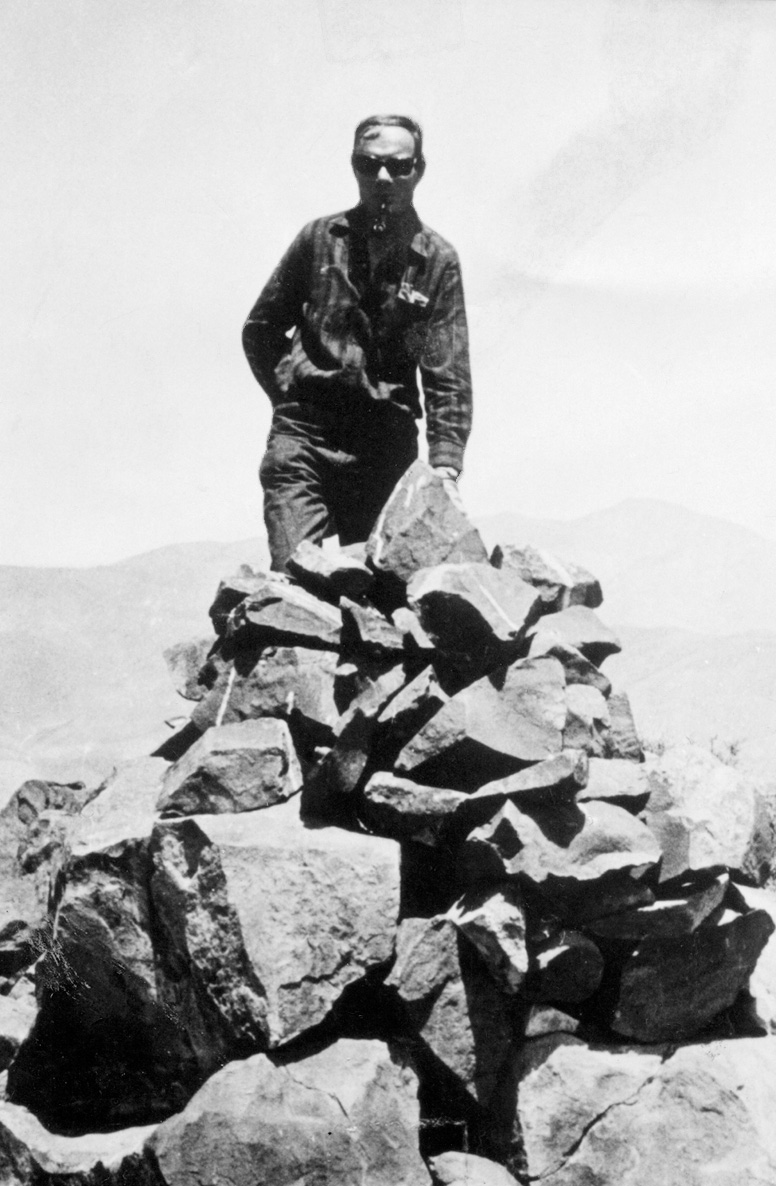
Jürgen Stock circa 1962 in Chile

Jürgen Stock (* 8. Juli 1923 in Hamburg; † 19. April 2004 in Mérida (Venezuela)) war ein deutscher Astronom. Die Errichtung mehrerer Sternwarten in Südamerika, deren Direktor er zeitweilig war, geht auf seine Initiative zurück. Der Asteroid (4388) Jürgenstock wurde nach ihm benannt.

## Leben
Jürgen Stock wurde am 8. Juli 1923 in Hamburg geboren. Sein Vater besaß ein Importgeschäft und die Familie zog 1925 nach Mexiko-Stadt. Obwohl Deutsch seine Muttersprache war, lernte er Spanisch, bis er 1929 mit sechs Jahren nach Deutschland zurückkehrte, wo er bei seinem Großvater lebte. Er besuchte das Gymnasium in Hamburg bis zum Abitur. Anschließend wurde er zur Wehrmacht eingezogen und war im letzten Kriegsjahr an der Ostfront im Einsatz. Nach seiner Rückkehr studierte er an der Universität Hamburg, dort promovierte er 1951 bei Otto Heckmann.

### Karriere

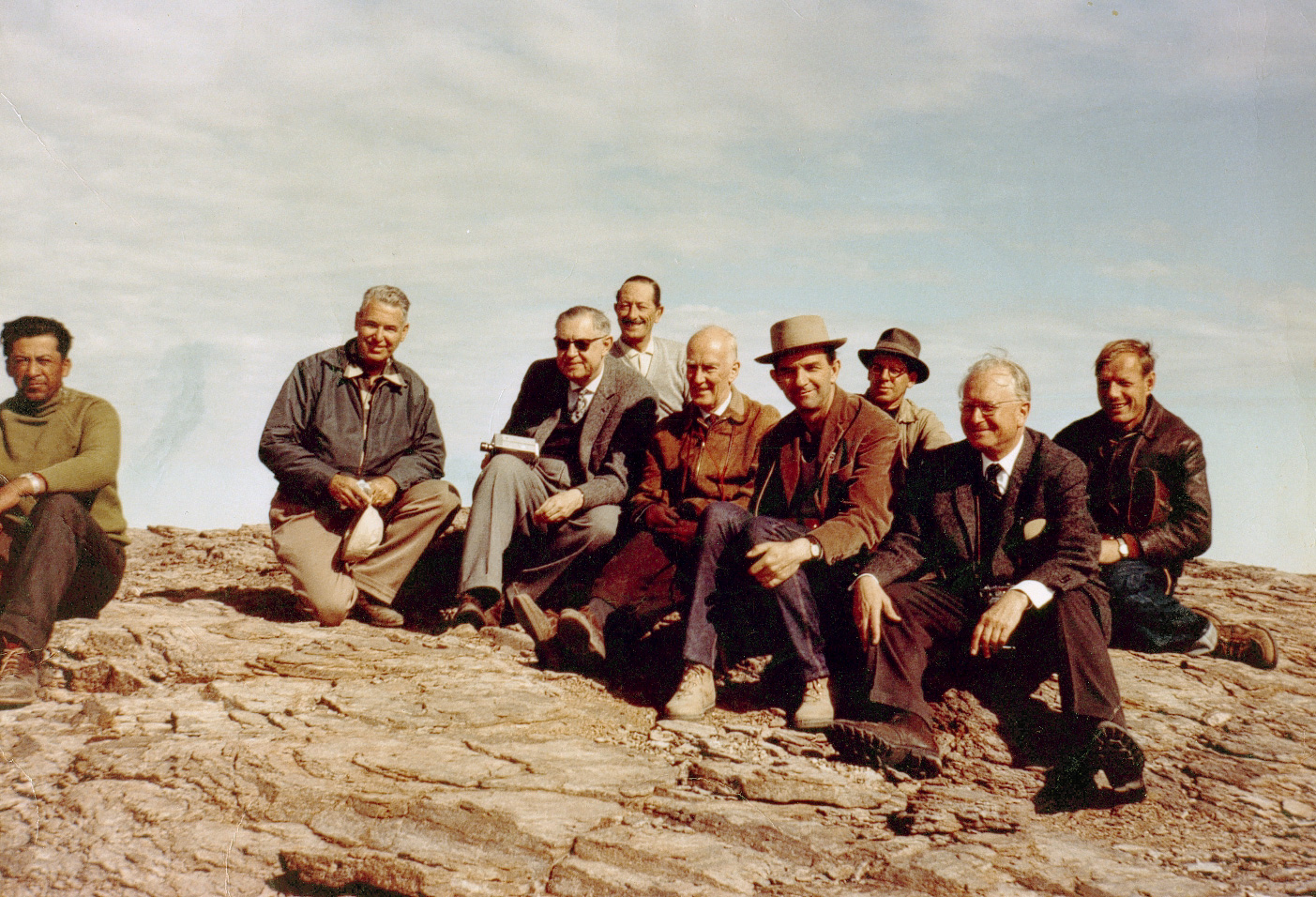
Gipfeltreffen von Mitarbeitern der Europäischen Südsternwarte auf dem Cerro El Morado in Chile am 10. Juni 1963. Von links nach rechts: Arturo Garrote, Nicholas U. Mayall, H. Siedentopf, Marchetti (Architekt), Jan H. Oort, Ch. Fehrenbach, André Muller, Otto Heckmann & Jürgen Stock.

1954 nahm Stock ein zweijähriges wissenschaftliches Projekt in Cleveland an, wo er sich zum Experten für Photometrie ausbilden ließ. Danach kehrte er nach Hamburg zurück. 1956 entsandte ihn Heckmann für ein Jahr zum Boyden Observatory in Südafrika. Dort untersuchten europäische Astronomen mögliche Standorte für den Bau eines Observatoriums. Stock arbeitete bei dieser Aufgabe mit ihnen zusammen und sammelte Erfahrungen bei der Standortprüfung.
1958 zog Stock erneut nach Cleveland und wurde Mitglied der astronomischen Fakultät des Case Institute of Technology (heute Case Western Reserve University). Er kam mit Gerard P. Kuiper in Kontakt, einem Professor an der University of Chicago, der das Yerkes-Observatorium und das McDonald-Observatorium leitete. Kuiper erfuhr von Stocks Ideen zur Bewertung astronomischer Standorte. Kuiper bot ihm an, die Vorstudie zu übernehmen, und Stock reiste 1959 zunächst kurz nach Chile.
Von 1963 bis 1966 war er der erste Direktor des Cerro Tololo Inter-American Observatory.